# Stenus confertus
Stenus confertus (лат.) — вид жуков-стафилинидов из подсемейства Steninae. Распространён в Японии (Хонсю), Корее, Китае (Шаньси, Чжэцзян).

## Описание
Мелкие коротконадкрылые жуки. Длина тела от 2,7 до 3,1 мм. Усики короткие, поверхность кутикулы матовая.
Основная окраска тела чёрная, но переднеспинка и надкрылья с красноватым оттенком; усики красновато-коричневые, но третий и четвёртый апикальные сегменты затемнённые; ноги от желтовато-коричневого до красновато-коричневого.